# Berta Erzsi
Berta Erzsi Berta Erzsébet (Szeged, 1938. június 26. – Budapest, 1976. augusztus 8.) magyar színésznő.

## Életpályája
Szülővárosában, kislánykorában kezdte el tánctanulmányait. Táncosnőként kezdte művészi pályáját is. Szolnokon kapta első színészi feladatait, a Mosoly országában Mi szerepét, majd a Montmartre-i ibolya Ninája következett. 1954-től tíz évig volt a szolnoki Szigligeti Színház tagja. 1964-től a győri Kisfaludy Színház társulatának színésznője volt, közben 1970-ben Kecskeméten szerepelt, 1971 és 1974 között a Szegedi Nemzeti Színházhoz szerződött. 1975-től ismét a győri színházban játszott. Operettek és zenés darabok főszerepeit alakította, de fellépett prózai darabok karakterszerepeiben is. 
Első férjétől, Görög Rezső grafikusművésztől elvált, második férje Sas József színművész volt, akitől egy fia: Tamás született.

## Fontosabb színpadi szerepei
- William Shakespeare: Szentivánéji álom... Helena
- Alan Jay Lerner – Frederick Loewe: My fair lady... Eliza
- Hervé: Nebáncsvirág... Denise de Flavigny
- Iszaak Oszipovics Dunajevszkij: Szabad szél... Diabolo Pepita
- Carl Millöcker: Gasparone... Sorah
- Dario Niccodemi: Tacskó... Bianca
- Victorien Sardou – Émile de Najac: Váljunk el!... Cyprienne, Des Prunelles felesége
- Ernst Steffen – Paul Knetter: Gasparone... Sarah
- Molnár Ferenc: Doktor úr... Lenke
- Kacsóh Pongrác: János vitéz... Iluska
- Jacobi Viktor: Leányvásár... Lucy
- Ábrahám Pál: Bál a Savoyban... Tangolita; Polette
- Ábrahám Pál: Hawaii rózsája... Lilia, Hawai hercegnője; Suzanne Provance énekesnő
- Ábrahám Pál: Viktória... Ach-Wong
- Eisemann Mihály: Én és a kisöcsém... Kati
- Eisemann Mihály: Bástyasétány 77... Anna
- Fényes Szabolcs: Maya... Maya
- Huszka Jenő: Mária főhadnagy... Mária
- Huszka Jenő: Lili bárónő... Lili
- Huszka Jenő: Gül Baba... Leila, Gül Baba lánya
- Kálmán Imre: Csárdáskirálynő... Stázi
- Kálmán Imre: A Montmarte-i ibolya... Violetta; Ninon
- Lehár Ferenc: A mosoly országa... Mi; Fini
- Lehár Ferenc: Pacsirta... Juliska
- Szirmai Albert – Bakonyi Károly – Gábor Andor: Mágnás Miska... Rolla
- Abay Pál – Kalmár Tibor – Majláth Júlia: Ne szóljatok bele!... Ilcsi
- Szedő Lajos: Kinn vagyunk a vízből... Teca, a Butex kosárlabdacsapatának tagja
- Kövesdi Nagy Lajos – Dobos Attila – Szenes Iván: Isten véled, édes Piroskám!... Piroska, Sárosi felesége
- Zoltán Pál – Török Rezső: Péntek Rézi... Marcella, revüsztár
- Fülöp Kálmán: Bajnokcsapat... Éva, Tóth professzor lánya
- Innocent-Vincze Ernő – Horváth Jenő: Tavaszi keringő... Éva
- Mikszáth Kálmán – Sárközi István: Szelistyei asszonyok... Vica
- Behár György – László Endre – Majoros István: Anyámasszony katonája... Patai Ilona
- Szinetár György – Behár György – Szenes Iván: Fogad 3-tól 5-ig...  Medárdné